# Andrij Pylyptschuk
Andrij Pylyptschuk (ukrainisch Андрій Пилипчук, wiss. Transliteration Andrij Pylypčuk; geboren am 29. Mai 2002) ist ein ukrainischer Nordischer Kombinierer.

## Werdegang
Sein Debüt im Continental Cup der Nordischen Kombination gab Andrij Pylyptschuk in der Saison 2018/19 am 8. Februar 2019 in Eisenerz mit einem 55. Platz im Gundersen-Wettkampf von der Normalschanze mit einer sich daran anschließenden Skilanglaufdistanz über zehn Kilometer. Zwei Tage später erzielte er im zweiten Wettbewerb an gleicher Stelle den 49. Rang.
Ein knappes Jahr später nahm er an den Olympischen Jugend-Winterspielen 2020 in Lausanne teil und erreichte im Gundersen-Wettkampf den 21. Platz. Bei den Nordischen Junioren-Skiweltmeisterschaften 2020 in Oberwiesenthal wenige Wochen später wurde er, jeweils von der Normalschanze, 46. im Einzelwettbewerb mit einer Langlaufdistanz über zehn und mit Witalij Hrebenjuk, Iwan Pylyptschuk und Oleksandr Schumbarez Elfter im Teamwettkampf mit einem Langlauf über 4 × 5 Kilometer.
In den Continental Cup der Nordischen Kombination 2020/21 stieg Pylyptschuk am 16. Januar 2021 mit einem 52. Platz in Klingenthal ein. Bei den Nordischen Junioren-Skiweltmeisterschaften 2021 im finnischen Lahti sprang und lief er im Einzelwettkampf in der Gundersen-Methode auf den 46. Platz. Er nahm auch an den Nordischen Skiweltmeisterschaften 2021 in Oberstdorf teil. Im Einzelwettbewerb von der Normalschanze wurde er beim Skispringen wegen eines nicht regelkonformen Sprunganzuges disqualifiziert, weitere Einsätze hatte er nicht.